# Lac aux Sables
Lac aux Sables är en sjö i Kanada.   Den ligger i regionen Mauricie och provinsen Québec, i den sydöstra delen av landet, 300 km nordost om huvudstaden Ottawa. Lac aux Sables ligger 155 meter över havet. Arean är 5,3 kvadratkilometer. Den sträcker sig 4,1 kilometer i nord-sydlig riktning, och 3,6 kilometer i öst-västlig riktning.
I omgivningarna runt Lac aux Sables växer i huvudsak blandskog. Runt Lac aux Sables är det mycket glesbefolkat, med 4 invånare per kvadratkilometer.